# Besatzung Dora
Besatzung Dora ist ein nationalsozialistischer Propagandafilm von Karl Ritter aus dem Jahr 1943 über eine Fliegerbesatzung im Zweiten Weltkrieg.
Es handelt sich heute um einen Vorbehaltsfilm der Friedrich-Wilhelm-Murnau-Stiftung. Er gehört damit zum Bestand der Stiftung, ist nicht für den Vertrieb freigegeben und darf nur mit Zustimmung und unter Bedingungen der Stiftung gezeigt werden.

## Handlung
Der Kriegspropagandafilm Besatzung Dora erzählt vom Leben und Treiben einer Fernaufklärerstaffel im Westen, Osten und Afrika; zwei Leutnants und zwei Unteroffiziere bilden die Besatzung Dora, und fast sieht es so aus, als sollte die Kameradschaft durch allerlei seltsame Zwischenfälle in die Brüche gehen. Aber das ernste Kriegserlebnis schweißt alle wieder zusammen. Szenen von der sowjetischen und nordafrikanischen Front werden vermischt mit Heimatepisoden, bei denen erst nach allerlei Verwicklungen die richtigen Paare zueinander finden.

## Produktion und Rezeption
Der Film wurde von der Universum-Film AG (Berlin) produziert und zwischen August 1942 und Anfang 1943 an Drehorten in der Umgebung von Berlin, der West- und Ostfront sowie in Ostia in Italien gedreht. Ursprünglich waren Außenaufnahmen in der Wüste Nordafrikas geplant, diese wurden nach Ostia verlegt, als sich die deutschen Truppen längst aus Afrika hatten zurückziehen müssen. Ritter ließ den Film umschreiben und umschneiden, dabei wurden der Zensur immer neue Fassungen von „Besatzung Dora“ vorgelegt.
Der Film wurde von der Zensur im November 1943 verboten. Im Film wird an zwei Stellen vom (An-)Siedeln im Osten gesprochen, aber bereits Anfang Februar 1943 war die 6. Armee in der Schlacht von Stalingrad vernichtet worden. Weiterhin musste die Rettung durch italienische Flieger nach der Gefangennahme Benito Mussolinis am 25. Juli 1943 befremdend wirken.
Der Film wurde angeblich mit Genehmigung des Reichsministeriums für Volksaufklärung und Propaganda noch am 2. Februar 1945 im Rahmen einer geschlossenen Veranstaltung vor Fluglehrschülern der Luftwaffe in Brandenburg-Briest als Ergänzung eines Vortrags gezeigt, den Karl Ritter hielt.
Nach dem Ende des Zweiten Weltkriegs wurde die Aufführung vom Oberkommando der Alliierten ebenfalls unter Verbot gestellt. Heute liegen die Auswertungsrechte bei der Friedrich-Wilhelm-Murnau-Stiftung, die die Vorführung dieses Vorbehaltsfilms nur im Rahmen spezieller Bildungsveranstaltungen ermöglicht.
Erwin Leiser nennt den Film als ein typisches Beispiel für die Art von Karl-Ritter-Filmen, die sich an alle Kreise der Bevölkerung wenden, wobei sich allerdings an die soziale Rangordnung gehalten werde: „Schönheit, Liebe und Heldentum“ seien den „höheren Schichten der Gesellschaft vorbehalten“, während die „kleinen Leute, […] einfache Seelen, […] zu ihrem Vorgesetzten ergeben aufsehen und genau wissen, wo ihr Platz ist“; es dürfe in diesen Filmen auch „nie auf Kosten eines Herrenmenschen gelacht werden“. Des Weiteren nennt Leiser den Film als Beispiel für die nationalsozialistische Filmpolitik, den Luftkrieg „nur aus der Sicht des kampffrohen Fliegers“ zu zeigen.